# Olivancillaria carcellesi
Olivancillaria carcellesi is een slakkensoort uit de familie van de Olividae. De wetenschappelijke naam van de soort is voor het eerst geldig gepubliceerd in 1965 door Klappenbach.